# Harfa traw EP
Harfa traw – EP zespołu Ścianka, zawierająca cztery wersje piosenki "Harfa traw" z albumu Białe wakacje i dwa teledyski.

## Spis utworów
1. "Harfa traw (album version)"
2. "Harfa Traw (Silver Rocket Remix)"
3. "Harfa Traw (Old Time Radio Remix)"
4. "Harfa Traw (Pat Remix)"
5. "Harfa traw" (video PC)
6. "Białe wakacje" (video PC)